# 1964 en Belgique
Chronologie de la Belgique
- 1960
- 1961
- 1962
- 1963
- 1964
- 1965
- 1966
- 1967
- 1968

Cette page recense des événements qui se sont produits durant l'année 1964 en Belgique.

## Chronologie
- 11 mai : fondation du Front démocratique des francophones[1].
- 11 octobre : élections communales. Victoire des listes « Retour à Liège » dans les Fourons[2].
- 24 et 26 novembre : opérations de parachutage de troupes belges à Stanleyville et Paulis (Congo), où sont retenus en otages plusieurs centaines de Blancs, en majorité des Belges. Environ 2 000 personnes sont évacuées, mais de nombreux Blancs sont massacrés par les rebelles congolais[3],[4].

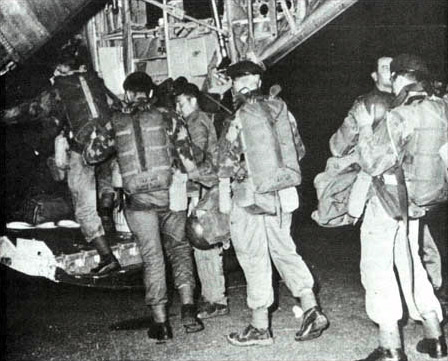
Parachutistes belges en partance de Kamina (novembre 1964).

## Culture

### Architecture

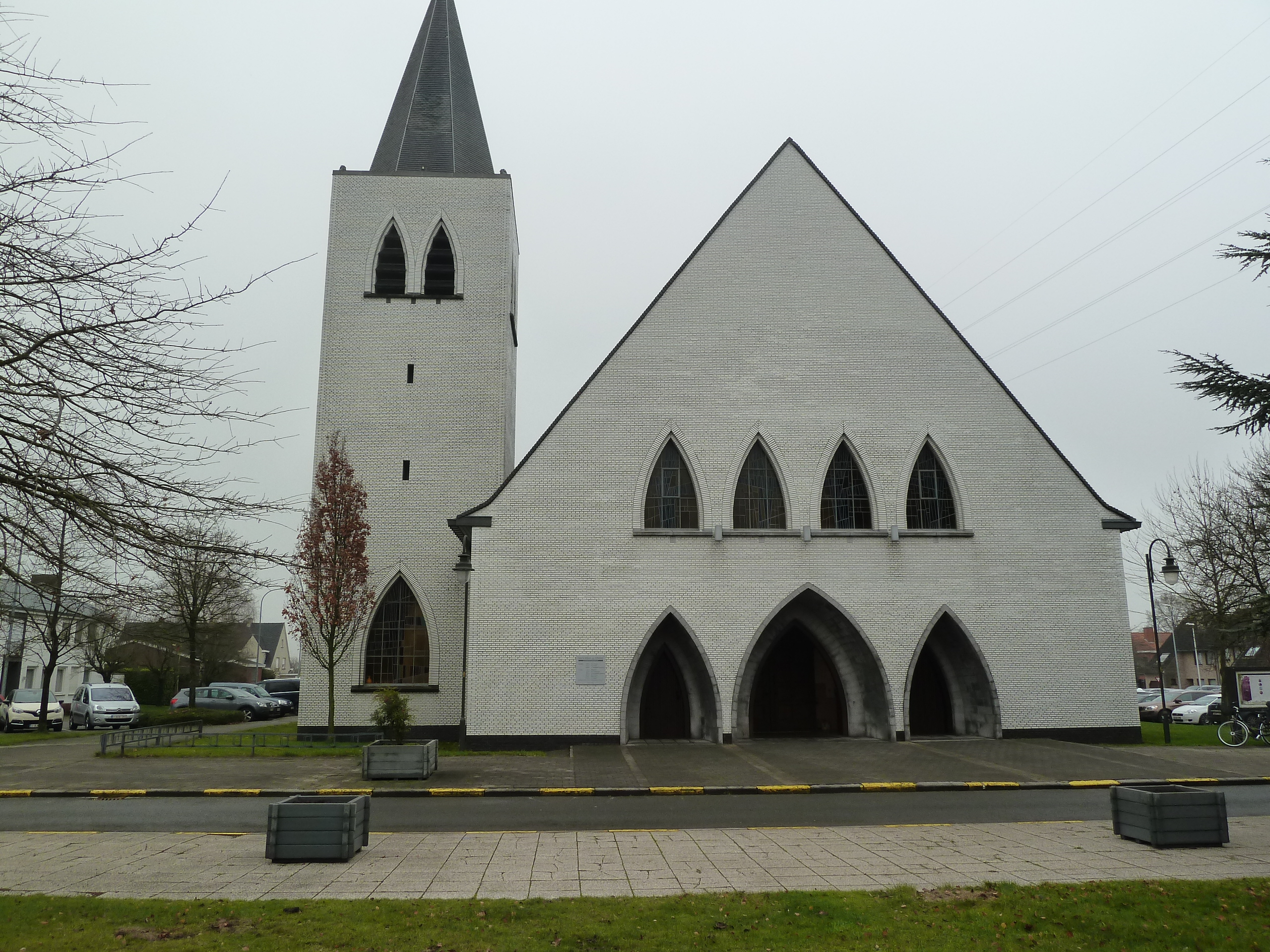
Église de la Sainte-Famille d'Izegem
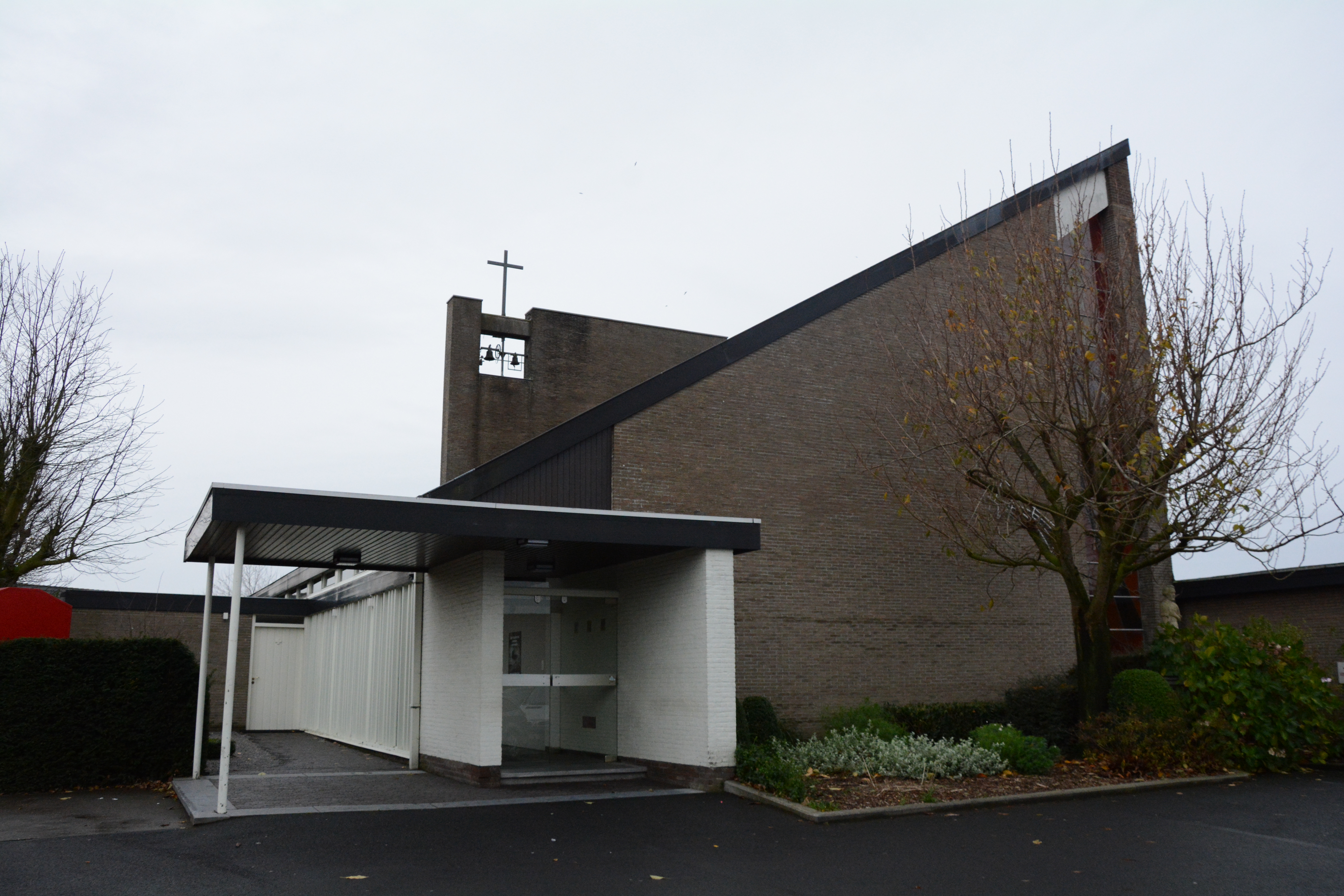
Église Saint-Joseph de Torhout

### Bande dessinée
- Spirou et les Hommes-bulles.

### Littérature
- Prix Rossel : Louis Dubrau, À la poursuite de Sandra.

### Peinture
- Le Fils de l'homme de René Magritte.

## Sciences
- Prix Francqui : Paul Ledoux (astrophysique théorique, ULg).

## Statistiques
- Population totale au 1er janvier 1964 : 9 328 126 habitants[5].